# Liste der Bau- und Bodendenkmale in Potsdam
Die Liste der Bau- und Bodendenkmale in Potsdam enthält die Kulturdenkmale (Bau- und Bodendenkmale) in der kreisfreien Stadt Potsdam. Grundlage der Einzellisten sind die in den jeweiligen Listen angegebenen Quellen. Die Angaben in den einzelnen Listen ersetzen nicht die rechtsverbindliche Auskunft der zuständigen Denkmalschutzbehörde.
- Baudenkmale bestehend aus den Teillisten
  - Denkmale der Stiftung Preußische Schlösser und Gärten Berlin-Brandenburg (SPSG)
  - Kernstadt nach Straßennamen:
  - Straßen beginnend mit A
  - Straßen beginnend mit B
  - Straßen beginnend mit C
  - Straßen beginnend mit D
  - Straßen beginnend mit E
  - Straßen beginnend mit F
  - Straßen beginnend mit G
  - Straßen beginnend mit H
  - Straßen beginnend mit I
  - Straßen beginnend mit J
  - Straßen beginnend mit K
  - Straßen beginnend mit L
  - Straßen beginnend mit M
  - Straßen beginnend mit N
  - Straßen beginnend mit O
  - Straßen beginnend mit P
  - Straßen beginnend mit R
  - Straßen beginnend mit S
  - Straßen beginnend mit T
  - Straßen beginnend mit U
  - Straßen beginnend mit V
  - Straßen beginnend mit W
  - Straßen beginnend mit Y
  - Straßen beginnend mit Z
  - Ohne Straßenangabe
- Baudenkmale in den Ortsteilen
- Bodendenkmale